# Aurelio Sellés
Aurelio Sellés Nondedeu (Barrio de Santa María, Cádiz, 4 de noviembre de 1887 - ibídem, 19 de septiembre de 1974), conocido como Aurelio Sellés o Aurelio Sellé fue un cantaor flamenco español.

## Biografía
Aurelio Sellés nació en la Calle Santa María de Cádiz en 1887, hijo de José y Josefa, matrimonio originario de Altea, siendo el menor de veintidós hermanos. En su juventud, quiso dedicarse al toreo, llegando a ser novillero, pero finalmente se decantó por el cante flamenco.
En 1922, contrajo matrimonio con Francisca Marcos Blázquez. Tuvieron una hija, Josefa, nacida en 1923 y fallecida en 2014. Aurelio también crio a su sobrino, Francisco Arroyo Nondedeu.
Recibió influencias musicales de su paisano Enrique el Mellizo, y compartió escenario con artistas como Antonio Chacón o Manuel Torre.
Realizó sus primeras grabaciones para la compañía Polydor en el año 1929, con el acompañamiento de Ramón Montoya a la guitarra. A lo largo de su carrera musical, tocó diversos palos del flamenco, como alegrías, malagueñas, tangos o soleares, entre otros.
En febrero de 1956 es homenajeado en el Gran Teatro Falla, en un evento organizado por José María Pemán.
En 1962 publica su último trabajo, con la discográfica Hispavox.
En 1964, una calle de Cádiz recibe el nombre del cantaor.
Fallece el 19 de septiembre de 1974 en el Barrio de Santa María de Cádiz, a los 86 años de edad.

## Discografía
- Aurelio Sellés - El de Cádiz (Hispavox, 1962)